# Białka receptorowe

Schemat międzybłonowego białka receptorowego

Białka receptorowe, skrótowo receptory – białka łączące się z określoną inną substancją (ligandem), na przykład neuroprzekaźnikiem albo hormonem, i inicjujące kaskadę przewodzenia sygnału i reakcji komórki w odpowiedzi na ligand. W zasadzie ligand pasuje do receptora jak klucz do zamka, jednak jeden ligand może wiązać się z różnymi receptorami oraz jeden receptor może być pobudzany przez jeden lub więcej ligandów. Receptory mają ogromne znaczenie w biotechnologii i medycynie: badania nad nowymi lekami koncentrują się na znalezieniu substancji chemicznych blokujących lub pobudzających receptory.
Receptory możemy podzielić ze względu na:
- lokalizację:
  - receptory membranowe (np. receptory acetylocholinowe)
  - receptory cytoplazmatyczne (np. receptory hormonów będących pochodnymi aminokwasów)
  - receptory jądrowe (receptory hormonów tarczycowych)
- mechanizm działania:
  - kanały jonowe
  - czynniki transkrypcyjne.

Specyficzną grupą są receptory sieroce, o których można – opierając się na podobieństwie sekwencji – powiedzieć, że są receptorami, ale do których nie znaleziono jeszcze wiążącego się z tym receptorem liganda.